# Пурку
Пу́рку (эст. Purku) — деревня в волости Рапла уезда Рапламаа, Эстония. 
До административной реформы местных самоуправлений Эстонии 2017 года входила в состав волости Райккюла. 

## География и описание
Расположена 54 километрах к югу от Таллина и в 12 км к югу от уездного и волостного центра — города Рапла. Высота над уровнем моря — 57 метров. 
Официальный язык — эстонский. Почтовый индекс — 78401.

## Население
По данным переписи населения 2021 года, в деревне проживали 177 человек, из них 174 (98,3 %) — эстонцы.
Численность населения деревни Пурку по данным переписей населения:
| Год  | 1959 | 1970  | 1979  | 1989  | 2000  | 2011  | 2021  |
| ---- | ---- | ----- | ----- | ----- | ----- | ----- | ----- |
| Чел. | 140  | ↘ 129 | ↗ 144 | ↗ 199 | ↗ 219 | ↘ 162 | ↗ 177 |

## История
Впервые упоминается в Датской поземельной книге 1241 года (Purculi). В источниках 1464 года упоминается Purkel, 1485 года — Purkull, 1725 года — Purko. 
В южной части деревни Пурку, на границе с Вахакынну, находится место бывшей деревни Мяннику (эст. Männiku), в 1977 году объединённой с Пурку. В северной части Пурку, в окрестностях хуторов Лапарди (Lapardi) и Варезе (Varese) ранее была деревня Лийвакюла (эст. Liivaküla), исчезнувшая из списков деревень в конце XVIII века (в 1460 году она упоминается как Livenkul, в 1725 году — Liwaküll, в 1774 году — Liewa).

## Достопримечательности
В деревне находится здание, внесённое в Государственный регистр памятников культуры Эстонии. Здание построено в 1889—1901 годах как Министерская школа Ярваканди. Учебная работа в 6-классной школе началась ещё осенью 1899 года, когда строительство продолжалось. В этом же здании, а также в народном доме, 1 ноября 1924 года начала работать 2-летняя школа переподготовки. В течение нескольких десятилетий названия учебных заведений менялись. В настоящее время в здании работают детский сад Пурку (подразделение основной школы-детсада деревни Кабала), библиотека и Эстонский музей юмора.
Рядом со школьным зданием 22 июня 1930 года был установлен памятник Освободительной войне, уничтоженный после присоединения Эстонии к СССР советскими властями в сентябре 1940 года, восстановленный в 1942 году и вновь уничтоженный в 1950 году. Праздничное открытие восстановленного памятник состоялось во времена Поющей революции, 24 июня 1989 года. Памятник внесён в Государственный регистр памятников культуры Эстонии как памятник истории.